# Rorodt
Rorodt im Hunsrück ist eine Ortsgemeinde im Landkreis Bernkastel-Wittlich in Rheinland-Pfalz. Sie gehört der Verbandsgemeinde Thalfang am Erbeskopf an.

## Geschichte
In einer Urkunde von 1136 wird der Ort als Roveroth erstmals urkundlich erwähnt. Rorodt gehörte bis zum Ende des 18. Jahrhunderts zum Amt Dhronecken in der Wild- und Rheingrafschaft und war Teil der Mark Thalfang. Nach der französischen Herrschaft kam der Ort 1815 zum Königreich Preußen. Seit 1946 ist der Ort Teil des Landes Rheinland-Pfalz.
Einwohnerentwicklung
Die Entwicklung der Einwohnerzahl von Rorodt, die Werte von 1871 bis 1987 beruhen auf Volkszählungen:
| Jahr | Einwohner |
| ---- | --------- |
| 1815 | 152       |
| 1835 | 189       |
| 1871 | 164       |
| 1905 | 142       |
| 1939 | 133       |
| 1950 | 126       |
| 1961 | 119       |

| Jahr | Einwohner |
| ---- | --------- |
| 1970 | 99        |
| 1987 | 65        |
| 1997 | 66        |
| 2005 | 55        |
| 2011 | 50        |
| 2017 | 48        |
| 2023 | 56        |

## Politik

### Gemeinderat
Der Gemeinderat in Rorodt besteht aus sechs Ratsmitgliedern, die bei der Kommunalwahl am 9. Juni 2024 in einer Mehrheitswahl gewählt wurden, und dem ehrenamtlichen Ortsbürgermeister als Vorsitzendem.

### Bürgermeister
Der frühere Ortsbürgermeister Hermann Klein, seit 1985 im Amt, trat zur Direktwahl am 26. Mai 2019 nicht mehr an und legte sein Amt mit Wirkung zum 30. September 2019 nieder. Da auch kein Wahlvorschlag eingereicht worden war, oblag die Neuwahl des Bürgermeisters dem Rat. Zunächst führte der Erste Beigeordnete, Stephan Alt, die Amtsgeschäfte. Am 23. März 2021 wählte der Ortsgemeinderat Sascha Kropp zum neuen Ortsbürgermeister. Bei der Kommunalwahl am 9. Juni 2024 wurde der Amtsinhaber Sascha Kropp mit einem Stimmenanteil von 97,1 % für weitere fünf Jahre im Amt bestätigt.